# 늦반딧불이
늦반딧불이는 반딧불이과의 곤충이다. 몸길이는 15~18mm이다. 머리는 넓은 앞가슴등판 밑에 숨겨져서 위에서는 보이지 않는다. 앞가슴등판은 뒤쪽이 등황색이나 양옆의 앞쪽은 맑고 투명하다. 몸의 대부분은 암갈색 내지 흑갈색이며, 배의 뒤쪽에 있는 발광기관은 황백색이다. 암컷은 날개가 없으며 몸은 수컷에 비해 크고, 눈은 작다. 더듬이는 수컷보다 짧다. 애벌레는 달팽이나 고동류를 잡아먹고산다. 유충이 땅에 서식하는 육서종이지만, 습한 상태가 항상 유지되는 지역인 계곡 주변의 산기슭이나, 강 주변의 제방 등에서 서식한다. 성충은 8월 중순부터 10월 사이에 나타나는데 땅의 표면이나 풀줄기에서 불빛을 내는 암컷에게 수컷이 날아와 짝짓기를 한다. 한반도 중·남부와 제주도에 서식하며 일본, 중국에 분포한다.